# 第七季超級籃球聯賽新人選秀會
2009年第7季SBL超級籃球聯賽新人選秀會為超級籃球聯賽（SBL）在第7季SBL開打之前舉辦的第3屆新人選秀會，於2009年11月4日舉行。本屆新人選秀會共有12人參與，最終有5人獲選，由簡浩成為選秀狀元。

## 選秀結果
| [ 2 ] [ 3 ] | 臺銀 | 台灣大 | 金酒   | 璞園   | 台啤 | 裕隆   | 達欣   |
| ----------- | ---- | ------ | ------ | ------ | ---- | ------ | ------ |
| 第一輪→     | 簡浩 | 張伯維 | 藍晉傑 | 放棄   | 楊儂 | 放棄   | 放棄   |
| 第二輪←     | 放棄 | 放棄   | 徐斌彥 | 不適用 | 放棄 | 不適用 | 不適用 |

## 參加名單
2009年10月26日，共14人報名參加新人選秀會。新人選秀會舉行前陳孝榮、王皓吉宣布退出選秀，最終12人參與新人選秀會。
- 簡浩
- 張伯維
- 徐斌彥
- 林奕辰
- 藍晉傑
- 楊儂
- 黃士華
- 陳鈞煒
- 林韋翰
- 陳冠仲
- 廖勝澤
- 吳宏政

參考資料：